# Isabella Luisa di Braganza
Infanta Isabella Luisa del Portogallo (nome completo: Isabel Luísa Josefa; Lisbona, 6 gennaio 1669 – Lisbona, 21 ottobre 1690) è stata una principessa portoghese e l'unica figlia femmina del re Pietro II del Portogallo e della sua prima moglie ed ex cognata Maria Francesca di Savoia. In quanto tale fu designata Principessa di Beira. Fu erede presunta al trono portoghese tra il 1668 ed il 1689, l'anno in cui nacque il suo fratellastro Giovanni.

## Biografia
Dona Isabel Luísa era l'unica figlia di Pietro II del Portogallo e della sua moglie la principessa francese Maria Francesca. Nacque nel Palazzo della Ribeira nel 1669.

### Prospettive matrimoniali
Fu progettato di farle sposare Vittorio Amedeo II di Savoia che era suo cugino di primo grado da parte di sua zia Maria Giovanna Battista di Savoia, Duchessa di Savoia e reggente per suo figlio. Il matrimonio fu osteggiato da gran parte della corte sabauda poiché significava che Vittorio Amedeo sarebbe partito per il Portogallo e sua madre sarebbe rimasta al potere (madre e figlio non avevano un buon rapporto). Così il progetto fu abbandonato.
Altri candidati proposti inclusero Ferdinando de' Medici (Gran principe di Toscana) o suo fratello Gian Gastone, le Grand Dauphin figlio di Luigi XIV, Carlo II di Spagna, il Duca di Parma nonché un Conte Palatino di Neuburg. Nessuno di questi progetti giunse a conclusione, per questo fu soprannominata Sempre-noiva, "sempre fidanzata".

### Morte e sepoltura
Morì di vaiolo nel 1690 quando aveva appena 21 anni. Isabella Luisa è sepolta nel Monastero di São Vicente de Fora a Lisbona dopo esservi stata trasferita dal Convento delle Francesinhas.

## Ascendenza
|                                         |                                   |                                                          | Genitori                                             |  |  | Nonni |  |  | Bisnonni                      |  |  | Trisnonni                    |  |
|                                         |                                   |                                                          |                                                      |  |  |       |  |  | Teodosio II, Duca di Braganza |  |  | Giovanni I, Duca di Braganza |  |
|                                         |                                   |                                                          |                                                      |  |  |       |  |  | Teodosio II, Duca di Braganza |  |  | Giovanni I, Duca di Braganza |  |
|                                         |                                   | Infanta Caterina di Guimarães                            |                                                      |  |  |       |  |  | Teodosio II, Duca di Braganza |  |  |                              |  |
| Giovanni IV del Portogallo              |                                   |                                                          |                                                      |  |  |       |  |  | Teodosio II, Duca di Braganza |  |  |                              |  |
|                                         |                                   | Ana de Velasco y Girón                                   | Juan Fernández de Velasco, V Duca di Frias           |  |  |       |  |  |                               |  |  |                              |  |
|                                         |                                   | Ana de Velasco y Girón                                   | Juan Fernández de Velasco, V Duca di Frias           |  |  |       |  |  |                               |  |  |                              |  |
|                                         |                                   | Ana de Velasco y Girón                                   | María Téllez-Girón                                   |  |  |       |  |  |                               |  |  |                              |  |
| Pietro II del Portogallo                |                                   | Ana de Velasco y Girón                                   |                                                      |  |  |       |  |  |                               |  |  |                              |  |
|                                         |                                   | Juan Manuel Pérez de Guzmán, VIII duca di Medina Sidonia | Alonso Pérez de Guzmán, VII duca di Medina Sidonia   |  |  |       |  |  |                               |  |  |                              |  |
|                                         |                                   | Juan Manuel Pérez de Guzmán, VIII duca di Medina Sidonia | Alonso Pérez de Guzmán, VII duca di Medina Sidonia   |  |  |       |  |  |                               |  |  |                              |  |
|                                         |                                   | Juan Manuel Pérez de Guzmán, VIII duca di Medina Sidonia | Ana Gómez de Silva y Hurtado de Mendoza              |  |  |       |  |  |                               |  |  |                              |  |
| Luisa di Guzmán                         |                                   | Juan Manuel Pérez de Guzmán, VIII duca di Medina Sidonia |                                                      |  |  |       |  |  |                               |  |  |                              |  |
|                                         |                                   | Juana Gómez de Sandoval y la Cerda                       | Francisco Gómez de Sandoval y Rojas, I Duca di Lerma |  |  |       |  |  |                               |  |  |                              |  |
|                                         |                                   | Juana Gómez de Sandoval y la Cerda                       | Francisco Gómez de Sandoval y Rojas, I Duca di Lerma |  |  |       |  |  |                               |  |  |                              |  |
|                                         |                                   | Juana Gómez de Sandoval y la Cerda                       | Catalina de la Cerda                                 |  |  |       |  |  |                               |  |  |                              |  |
| Isabella Luisa, Principessa di Beira    |                                   | Juana Gómez de Sandoval y la Cerda                       |                                                      |  |  |       |  |  |                               |  |  |                              |  |
|                                         | Enrico di Savoia, Duca di Nemours | Giacomo di Savoia, Duca di Nemours                       |                                                      |  |  |       |  |  |                               |  |  |                              |  |
|                                         | Enrico di Savoia, Duca di Nemours | Giacomo di Savoia, Duca di Nemours                       |                                                      |  |  |       |  |  |                               |  |  |                              |  |
|                                         | Enrico di Savoia, Duca di Nemours | Anna d'Este                                              |                                                      |  |  |       |  |  |                               |  |  |                              |  |
| Carlo Amedeo di Savoia, Duca di Nemours | Enrico di Savoia, Duca di Nemours |                                                          |                                                      |  |  |       |  |  |                               |  |  |                              |  |
|                                         |                                   | Anna di Guisa                                            | Carlo di Guisa, Duca d'Aumale                        |  |  |       |  |  |                               |  |  |                              |  |
|                                         |                                   | Anna di Guisa                                            | Carlo di Guisa, Duca d'Aumale                        |  |  |       |  |  |                               |  |  |                              |  |
|                                         |                                   | Anna di Guisa                                            | Maria d'Elbeuf                                       |  |  |       |  |  |                               |  |  |                              |  |
| Maria Francesca di Savoia               |                                   | Anna di Guisa                                            |                                                      |  |  |       |  |  |                               |  |  |                              |  |
|                                         |                                   | Cesare di Borbone, Duca di Vendôme                       | Enrico IV di Francia                                 |  |  |       |  |  |                               |  |  |                              |  |
|                                         |                                   | Cesare di Borbone, Duca di Vendôme                       | Enrico IV di Francia                                 |  |  |       |  |  |                               |  |  |                              |  |
|                                         |                                   | Cesare di Borbone, Duca di Vendôme                       | Gabrielle d'Estrées                                  |  |  |       |  |  |                               |  |  |                              |  |
| Elisabetta di Borbone                   |                                   | Cesare di Borbone, Duca di Vendôme                       |                                                      |  |  |       |  |  |                               |  |  |                              |  |
|                                         |                                   | Francesca di Lorena                                      | Filippo Emanuele di Lorena, Duca di Mercoeur         |  |  |       |  |  |                               |  |  |                              |  |
|                                         |                                   | Francesca di Lorena                                      | Filippo Emanuele di Lorena, Duca di Mercoeur         |  |  |       |  |  |                               |  |  |                              |  |
|                                         |                                   | Francesca di Lorena                                      | Maria di Lussemburgo                                 |  |  |       |  |  |                               |  |  |                              |  |
|                                         |                                   | Francesca di Lorena                                      |                                                      |  |  |       |  |  |                               |  |  |                              |  |